# Letholycus
Letholycus es un género de peces de la familia Zoarcidae en el orden de los Perciformes.

## Especies
- - Letholycus magellanicus   Anderson, 1988
  - Letholycus microphthalmus  Norman, 1937